# Мен Сяодун
Мен Сяодун (кит.: 孟小冬; 9 січня 1908, Шанхай, Династія Цін — 26 травня 1977, Тайбей, Республіка Китай) — китайська актриса, яка емігрувала на Тайвань. Виконавиця ролей в Пекінський опері.
Перше ім'я — Мен Жолань (кит.: 孟若兰).

## Біографія
Народилася в Шанхаї 9 січня 1908 (за іншими даними - 9 грудня 1907 року) в родині акторів пекінської опери. З п'яти років освоювала акторську майстерність, і почала виступати на сцені з 7 років.
Серед її вчителів були такі майстри, як Янь Сінпен, Юй Шуян і Цзінь Шаошань. Юй Шуян відомий як засновник школи виконавської майстерності «Юй», при цьому Мен Сяодун була єдиною жінкою, яку він навчив.
У 1925 році переїхала до Пекіна, де познайомилася зі знаменитим до того моменту актором пекінської опери, майстром жіночих ролей Мей Ланьфаном. У 1927 році стала його дружиною (на той час у Мей Ланьфана вже було дві дружини), в 1933 році вони розлучилися.
Згодом пов'язала своє життя з шанхайським гангстером Ду Юешеном, слідом за яким в 1949 році переїхала в Гонконг. У 1950 році вийшла за нього заміж; їй на той момент було 43 роки, а Ду Юешену - 62.
У 1967 році переїхала на Тайвань, де 26 травня 1977 року померла в Тайбеї.
У 2008 році режисер Чень Кайге зняв фільм «Мей Ланьфан» про життя актора. Важливу роль в картині грають взаємини Мей Ланьфан і Мен Сяодун, яку зіграла Чжан Цзиї.